# Нюгрен, Ханс
Ханс О́скар Ню́грен (швед. Hans Oscar Nygren; 27 марта 1906 — 22 ноября 1982) — военный атташе Швеции в СССР, высланный из страны по обвинению в шпионаже.

## Биография
Родился 27 марта 1906 года в Стокгольме в семье генерала Оскара Нюгрена и Йенни Эгрен. Пошёл по стопам отца, вступив на военную службу. В 1933—1935 годах обучался в Военном институте. К 1938 году служил при Генеральном штабе в чине капитана. В 1942 году назначен военным атташе Швеции в Куйбышеве, куда при угрозе захвата немцами советской столицы были эвакуированы иностранные посольства. С устранением этой опасности продолжил работать в этом же качестве в Москве.
В начале 1944 года был выслан советскими властями из страны после того, как был обвинён в передаче секретных данных немцам. Сами шведы объясняли инцидент провокацией немецкой стороны, старавшейся испортить отношения между СССР и Швецией. Вместе с ним был выслан и шведский посланник Вильхельм Ассарссон.
С 1953 года в чине полковника занимал пост главы Центрального призывного бюро (Centrala värnpliktsbyrån). Был награждён орденами Меча и Васы.
С 1935 года был женат на Ингрид Феллениус (р. 1907).